# Andhra Pradesh
Andhra Pradesh är en delstat i Indien. Delstaten var tidigare den femte största i landet och fungerade då som en brygga mellan de sinsemellan olikartade Nord- och Sydindien. Sedan 2014 delades delstaten, och delar av inlandet bildade den nya delstaten Telangana. Telugu är det dominerande språket, men en muslimsk urdutalande minoritet finns framförallt i den hittillsvarande/tidigare huvudstaden Hyderabad. Ny huvudstad är den planerade staden Amaravati längs med floden Krishnas nedre lopp.

## Historia

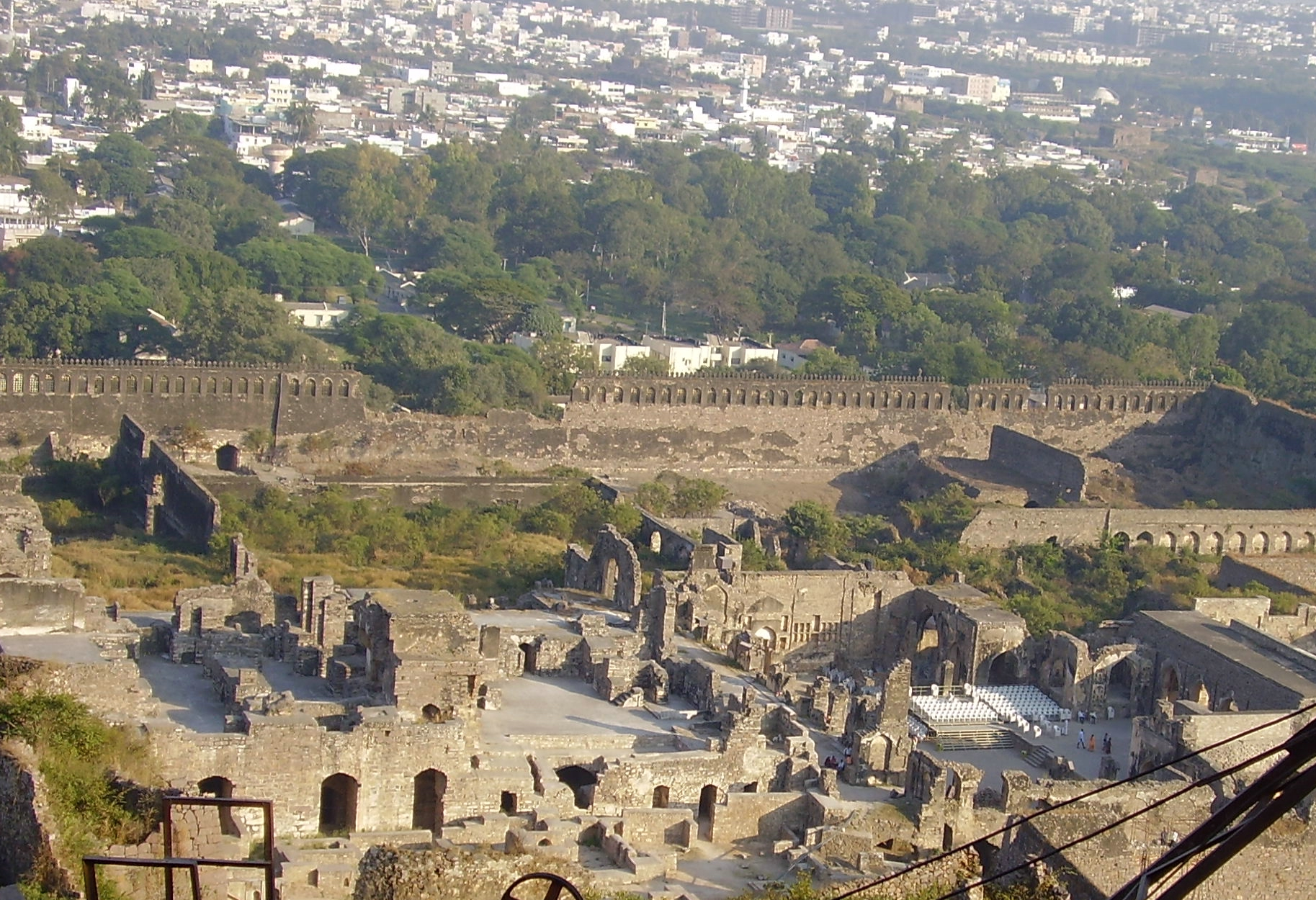
Fästningen Golkonda och en vy över Hyderabad.

I sanskritskrifter från 600-talet f.Kr. beskrivs Andhrafolket som arier från norr, vilka migrerat söderut och blandat sig med draviderna. Vid tiden för kung Ashokas död 232 f.Kr. nämns Andhrafolket åter igen. 
Olika dynastier har härskat över detta område. Hit hör Andhra/ Satavahana, Shakas, Ikshvakas, Qutb Shahis och nizamerna av Hyderabad. Delhisultanen Muhammad Shah II gjorde Andhrastaden Deogiri till sin huvudstad. Under 1600-talet köpte britterna området av nizamerna (prinsarna) i Hyderabad, först kustområdet som nu är ligger i delstaten Tamil Nadu, sedan även resten av nuvarande Andhra Pradesh. Under en period hade även Danmark en besittning på delstatens nuvarande territorium.
Andhrafolket fanns med i frontlinjen vid nationalistiska indiers kamp mot britterna under sent 1800-tal och tidigt 1900-tal. Deras krav på en egen delstat för de som talar telugu ledde till bildandet av Andhra Pradesh 1953 genom att dåvarande delstaterna Madras och Hyderâbâd styckades. Utvecklingen i Andhra Pradesh inledde faktiskt de förändringar som sedan ägde rum i Indien, vad angår bildandet av delstater på grundval av gemensamt språk.

## Politik
Lista över politiska partier i delstaten
Kurnool skulle egentligen bli den nya delstatens huvudstad, men istället kom det gamla centret Hyderabad att väljas. Tanguturi Prakasam Pantulu blev delstatens förste premiärminister, och delstaten styrdes av Kongresspartiet fram till 1982. P.V. Narasimha Rao som senare skulle bli centralregeringens premiärminister var först premiärminister i denna sin hemstat. 
Liksom vid bildandet av delstaten var Andhra Pradesh föregångare i det indiska partiväsendet, när 1982 Telugu Desam Party dök upp som ett nytt regionalt baserat parti, och under ledning av Nandamuri Taraka Rama Rao tog man över styret i delstaten. Under perioden 1994–2004 styrdes delstaten av TDP med N Chandrababu Naidu som premiärminister. I valet 2004 återtog dock Kongresspartiet makten i Andhra Pradesh.
S.D. Sharma och Neelam Sanjiva Reddy från Andhra Pradesh har båda varit Indiens president.

## Geografi
Lista över distrikten | Lista över städer

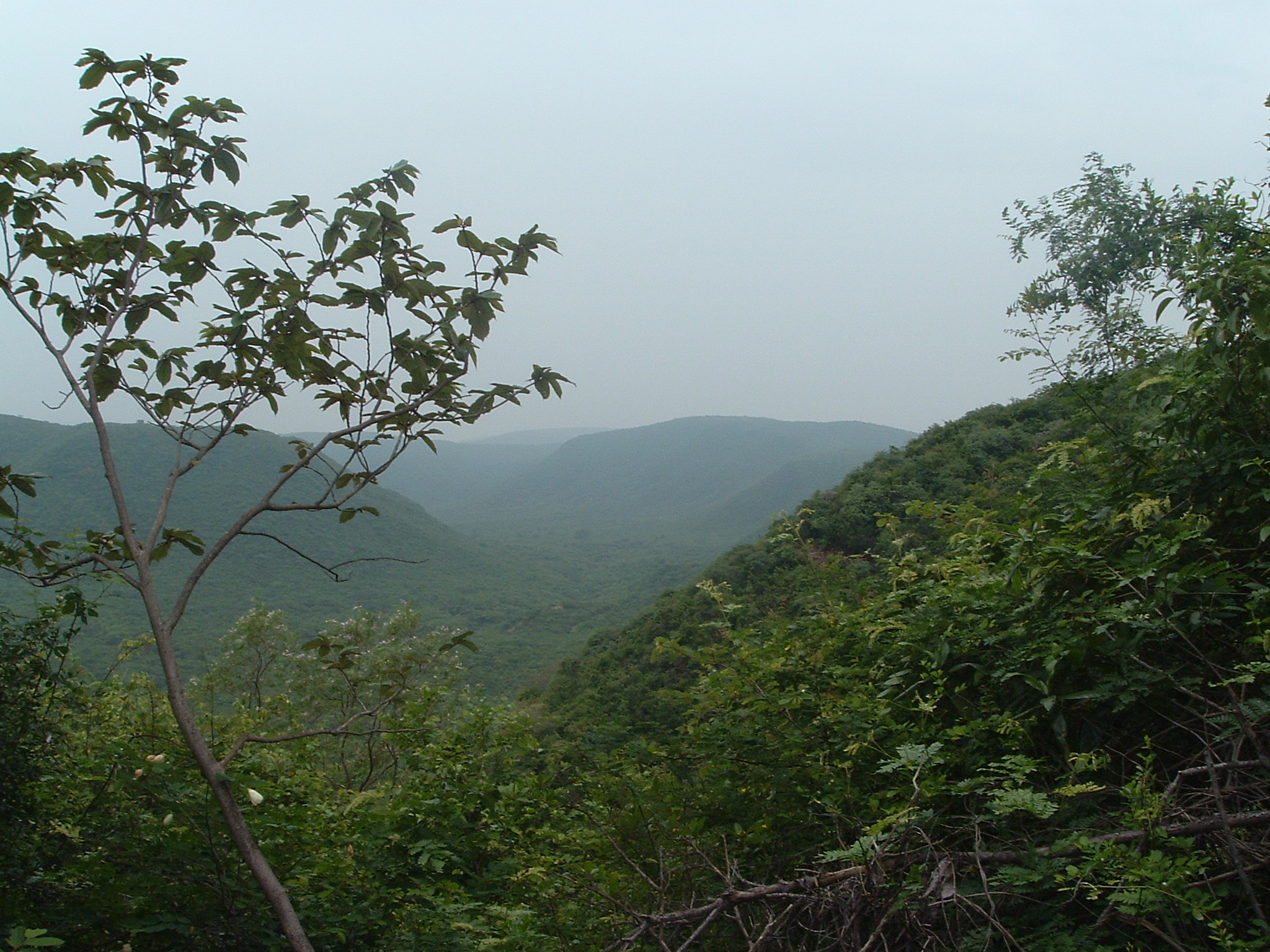
Skogbeväxta bergslandskap i norra delen av Östra Ghats (naturskyddsområdet Kambalakonda nära Visakhapatnam).

Andhra Pradesh sträcker sig från Östra Ghats på Deccan till  Koromandelkusten. Två större floder flyter genom Andhra Pradesh, Godavari och Krishna, med bifloden Bhima, och floderna används som en stor källa för konstbevattning. Det bevattnade området utgör Indiens största risodlingsdistrikt (India's Rice Bowl).
Delstaten kan i stort delas in i tre distinkta regioner, nämligen kustregionen (Coastal Andhra) mellan östra Ghats och kusten, Telangana på Deccan och slutligen Rayalaseema, i sydöst på Deccan, i floden Penners dalgång.

## Ekonomi
Jordbruket är delstatens viktigaste näring. Ris, tobak, bomull och sockerrör är viktiga grödor. Den moderna ekonomin har dock gjort snabba insteg på sina håll, inte minst i huvudstaden Hyderabad, som ligger långt framme inom IT-industrin. I Andhra Pradesh ligger universitetet Adikavi Nannaya University.